# Anacyclus clavatus
Anacyclus clavatus es una especie del género Anacyclus, familia de las asteráceas.

## Descripción
Es una planta anual de entre 20 a 50 cm de altura, de tallos erectos y ramificados algo vellosos. 
 Hojas a lo largo de los tallos alternas, tomentosas, las basales se disponen en roseta, son elongadas, muy divididas y pinnadas, terminadas en pequeños mucrones.

Las inflorescencias, en forma de margarita,forman capítulos con lígulas blancas y flósculos centrales amarillos. Aquenios sin vilano, con alas membranosas poco divergentes, al menos los externos.
Distribución
Propia de la región mediterránea, vive por casi toda la península ibérica.
Corología
Estenomediterránea
Hábitat
Suelos degradados, prados xerófilos, los bordes de los caminos, bermas, incultos, preferentemente en suelos arcillosos.

## Taxonomía
Anacyclus clavatus fue descrita por (Desf.) Pers. y publicado en Syn. Pl. 2: 465. 1807.
Sinonimia
|  | NOTA: Los nombres que presentan enlaces son sinónimos en otras especies: - Achillea biaristata - Anacyclus aristulatus - Anacyclus candolii - Anacyclus capillifolius - Anacyclus clavatus var. typicus - Anacyclus divaricatus - Anacyclus mucronulatus - Anacyclus pubescens - Anacyclus tomentosus - Anacyclus tomentosus var. marginatus - Anacyclus tomentosus var. tomentosus - Anthemis biaristata - Anthemis clavatus - Anthemis incrassata - Anthemis mucronulata - Anthemis pubescens - Anthemis sphacelata - Anthemis tubaeformis - Anthemis tubiformis - Chamaemelum incrassatum - Chamaemelum tomentosum |

## Nombres comunes
|  | Castellano: amagarza, amagazón, amajostro, amargadera, amargaza, amargazón, botoncillo, chapetes, chirivitas, coronilla, flores de amor, gamarza, garmaza, gormaza, hinojo hato, hinojo morisco, magarza, magarzón, magaza, mampostre, manzanilla, manzanilla amarga, manzanilla borde, manzanilla borrico, manzanilla borriquera, manzanilla del campo, manzanilla de los campos, manzanilla gorda, manzanilla loca, manzanilla silvestre, manzanillón, manzanillones, manzanillote, margarita, margarzas, margaza, mayos, mohino fino, mohinos, mojigato, mojino, mojino blanco, mojino fino, pajitos, pampostre, pancochas, panicostres, pluma rizá, riglandera, rosaza, yerba manzanillera. |

## Estudios
El objetivo de este estudio fue explorar los efectos de la morfología del aquenio (aquenios alados vs. no alados) y de su tamaño –medido aquí como masa del aquenio– en la etapa del ciclo de vida siguiente a la dispersión (probabilidad de germinación y tiempo de emergencia de las plántulas) de tres especies heterocárpicas del género Anacyclus (Anthemideae, Asteraceae). Se estudió la morfología, el tamaño y la germinación en aquenios de seis poblaciones de Anacyclus clavatus (Desf.) Pers., Anacyclus homogamos (Maire) Humphries y Anacyclus valentinus L. Los resultados indican que tanto la morfología del aquenio como su tamaño estaban relacionados con su posición en el capítulo, de manera que los aquenios más externos –alados– eran significativamente más pesados que los internos –sin alas–. Además, los aquenios alados germinaron más rápidamente que los no alados. Este patrón puede estar relacionado con la liberación secuencial de los aquenios que ocurre en estas especies. Por último, estos resultados ponen en duda la función de las alas como estructuras que favorecen la dispersión por viento de los aquenios en estas tres especies de Anacyclus.